# Steyr M1912
Pistolul Steyr M1912 a fost dezvoltat în anul 1911 de Karl Krnka, având la bază sistemul de operare al pistolului Roth-Steyr M1907. A fost produs pentru armata austro-ungară de către firma austriacă Steyr Mannlicher și adoptat în 1912 sub numele de M1912. Pistolul folosea inițial cartușul de 9 mm Steyr, însă după anexarea Austriei de către Germania nazistă în 1938 aproximativ 60 000 de exemplare au fost recalibrate pentru a folosi cartușul de 9 mm Parabellum. A fost folosit de către Wehrmacht, în număr limitat, până la sfârșitul celui de-al Doilea Război Mondial. M1912 a fost achiziționat și de Regatul României în anul 1913.

## Utilizatori
- Austria
- Austro-Ungaria
- Germania
- Italia
- România
- Chile